# Topolovec (gmina Šmarje pri Jelšah)
Topolovec – wieś w Słowenii, w gminie Šmarje pri Jelšah. W 2018 roku liczyła 23 mieszkańców.